# World of Warcraft: Shadowlands
World of Warcraft: Shadowlands je osmý datadisk k MMORPG World of Warcraft, který vyvinula a vydala společnost Blizzard Entertainment. Byl oznámen 1. listopadu 2019 na herní konvenci BlizzCon a jeho předobjednávky byly spuštěny téhož dne. Vydání datadisku mělo proběhnout 27. října 2020, bylo však odložen až na 23. listopad, a to na šestnácté výročí vydání původní hry.
Datadisk je zasazen v říši zvané Shadowlands, která figuruje v příběhu série Warcraft jako říše mrtvých. Systém získávání úrovní byl kompletně přepracován a došlo také k prvnímu snížení úrovní (level squish). Mimo jiné bylo některým rasám umožněno používat třídu Death Knight a byly přidány Covenantny, řády střežící nové oblasti, a nové dungeony a raidy.
Dne 20. února 2021 byl oznámen patch 9.1 s názvem Chains of Domination, který by měl do hry přidat novou oblast Korthiu.

## Hratelnost
Shadowlands přineslo do hry první snížení úrovní (level squish). U hráčů s úrovní 120, která je maximální úrovní v datadisku Battle for Azeroth, tak došlo ke snížení na 50, přičemž 60. úroveň se jako v původní hře stala maximální dosažitelnou úrovní. Dále ve hře přibyla mechanika fungující na principu New Game+, která do ní přidala tutoriálový ostrov Exile's Reach, na kterém je nově založeným postavám představena hra a její fungování. Postavám hráčů, pro které je svět Warcraftu novou zkušeností, je umožněno pokračovat po dokončení tutoriálu na Exile's Reach do obsahu Battle for Azeroth. Naopak hráči, kteří hráli World of Warcraft už dříve, si mohou vybrat, jakým způsobem budou postupovat až do 50. úrovně, ve které budou moci vstoupit do říše Shadowlands.
Shadowlands obsahuje pět hlavních zón: Bastion, Ardenweald, Revendreth, Maldraxxus a the Maw. Ve středu se nachází město Oribos, které je hlavním centrem hráčů, podobně je tomu například u Shattrath City v Outlandu v The Burning Crusade nebo Dalaranu ve Wrath of the Lich King a Legionu. Mimo to přibylo osm nových dungeonů, z toho čtyři jsou dostupné na maximální úrovni, a nový raid. Byl představen také nový roguelike „nekonečný dungeon“ zvaný Torghast, Tower of the Damned, který lze hrát buď sám nebo ve skupině.
Všechny základní rasy získaly nové možnosti upravení vzhledu. Lidé si například mohou změnit barvu pleti, trpaslíci a trollové mohou mít tetování a u nemrtvých je možné zvolit stádium rozkladu. Za třídu Death Knight (přidané ve Wrath of the Lich King) mohou hrát nově pandy (přidané v Mists of Pandaria) a všechny spojenecké (allied) rasy (přidané v Legionu a Battle for Azeroth). Hráči, kteří si Shadowlands předobjednali, dostali k této funkci přístup v patchi 8.3.0, který byl vydán 14. ledna 2020 a stal se posledním hlavním obsahovým patchem Battle for Azeroth.

### Covenanty
Říše Shadowlands je tvořena čtyřmi zónami, které jsou ovládány Covenanty. Ty jsou podobné uskupením Class Orders, které byly představeny v Legionu. Každá z Covenant má také vlastní kampaň, podobně jako má Battle for Azeroth War Campaign, a specifické vybavení a schopnosti. Tvoří je Kyriané z Bastionu, Night Fae z Ardenwealdu, Necrolordi z Maldraxxus a Venthyrové z Revendrethu. Hráči, kteří hrají Shadowlands poprvé, mohou přislíbit svoji věrnost jedné z Covenant až po dosažení 60. úrovně, přičemž ostatní tak mohou učinit už na začátku Shadowlands.

## Zasazení

### Covenanty
Každou oblast v Shadowlands má na starosti jedna z Covenant. Jde o uskupení mocných bytostí, které jsou svázané s příslušnou krajinou. Hráči při dosažení 60 úrovně musí vybrat Bastion, Ardenweald, Maldraxxus nebo Revendreth.
Bastion
Zde vládnou Kyriané. Kyriané jsou velmi disciplinovaní a spořádaní a podobné vlastnosti platí pro duše, které sem přijdou. Bastion se stává domovem duší, které odložily těžkosti života a hledají čest a ctnost. Z proslulých hrdinů Azerothu se zde setkáme například s Utherem.
Ardenweald
Jde o mystický a čarovný les. Ardenweald je jako temné zrcadlo Emerald Dream. Zde odpočívají bytosti propojené s Emerald Dream a nabírají nové síly, aby se následně mohli vrátit zpět do života. Přebývají zde Night Fae, kteří zuřivě brání duchy přírody před těmi, kdo by jim chtěli zabránit v obnově. Do Ardenwealdu zavítal například Cenarius, Ysera po své smrti.
Maldraxxus
Necrolordi zde velí nemrtvých armádám, které slouží jako první linie obrany Shadowlands. V Maldraxxusu spočívá hlavní vojenská síla Shadowlands. Necrolordi ctí ty, kdo touží po moci a slávě v bitvě. Přicházejí sem neoblomné, houževnaté duše, které se před nikým neskloní. Jedním z místních obyvatel je Lady Vash, Draka.
Revendreth
Vládnou zde Venthyrové, kteří hodují na duších domýšlivých bytostí. Přicházejí sem duše těch, kteří měli nějaký nedostatek. Pyšní nebo je drží zpět, nějaká jiná špatná vlastnost, takže se nemohou plně odevzdat Shadowlands. Musí se nejprve kát a odpykat si, co špatného vykonali za života. Z proslulých hrdinů Azerothu se zde setkáme například s Kael'thasem.

### Oribos
Oribos je město, které leží ve středu Shadowlands. Nachází se v něm Arbiter, jehož úkolem je soudit nové duše, které přišly do Shadowlands. Arbiter je prastará a tajemná bytost, jejíž existence předchází vše a dokonce může být starší než Titáni. Nové duše za normálních okolností přicházejí nejprve před Arbitera, který vstřebá veškeré informace o vás a o tom, jaký život jste žili. A na základě toho, zda jste byli ctností, nebo zkažení, vás pošle do jedné z oblastí Shadowlands, kde se vám dostane odměny, trestu nebo pokání. Ve městě se nachází také nová rasa Broker.

### The Maw
The Maw je jednou z říší Shadowlands. Na tomto děsivém místě se nacházejí ty nejodpornější a nenapravitelné duše. The Maw vládne záhadný Jailer, který inspiruje noční můry a legendy mezi obyvateli Shadowlands. Nikdo z tohoto místa nikdy neunikl. Ve středu the Maw leží Torghast, prokleté vězení z jiného světa, kde jsou uzamčeny ty nejzlovolnější duše ve vesmíru. Hráči zde nemohou použít mounta. V zóně the Maw je speciální mechanika Eye of the Jailer.

## Přijetí

### Kritika
Na recenzním agregátoru Metacritic hodnotili kritici Shadowlands většinou příznivě. IGN dalo datadisku 8 bodů z 10 a pochválilo design zón, hudbu a postavy a nové aktivity, které lze ve hře dělat po dosažení maximální úrovně. Uvedlo však, že některé z aktivit trpěly nedostatkem příběhu a repetitivností.

### Ocenění a nominace
Shadowlands bylo v roce 2021 nominováno v kategorii nejlepší videohry Mediální ceny GLAAD.